# Форт Амстердам (Синт-Мартен)
Форт Амстердам — оборонительное сооружение, построенное голландцами для защиты острова Синт-Мартен от испанцев. Строительные работы были начаты 1631 году. На сегодняшний день форт находится в плохом состоянии, хотя и открыт для посещения.

## История
Изначально остров населяли араваки, которые пришли в около V—VI веках нашей эры. Считается, что Христофор Колумб осуществил открытие острова 11 ноября 1493 года. Однако некоторые источники считают, что это произошло на несколько дней ранее, а указанная дата означает лишь официальный момент нанесения острова на карту. Обладая лишь многочисленными залежами соли, остров не представлял собой интереса для испанцев, чем воспользовались голландцы. Спустя полвека ими была основана первая колония и налажено производство соли. Они первыми осознали важность острова в стратегическом плане. Голландцам он был нужен как удобное место для стоянки кораблей на их пути из колоний Новый Амстердам, Пернамбуко и Бразилия.
В конце XVI века Испания решила вернуть себе остров и поэтому, для отражения угрозы, в 1631 году голландскими поселенцами был воздвигнут форт Амстердам. Об успехе этого решения говорит тот факт, что испанцы, ровно как и французы не смогли бесповоротно завоевать голландскую колонию на юге острова. Поэтому, в 1648 году остров был поделен между Республикой Соединённых провинций и Францией, на основании двухстороннего договора, который действует до сих пор.

## Современное состояние

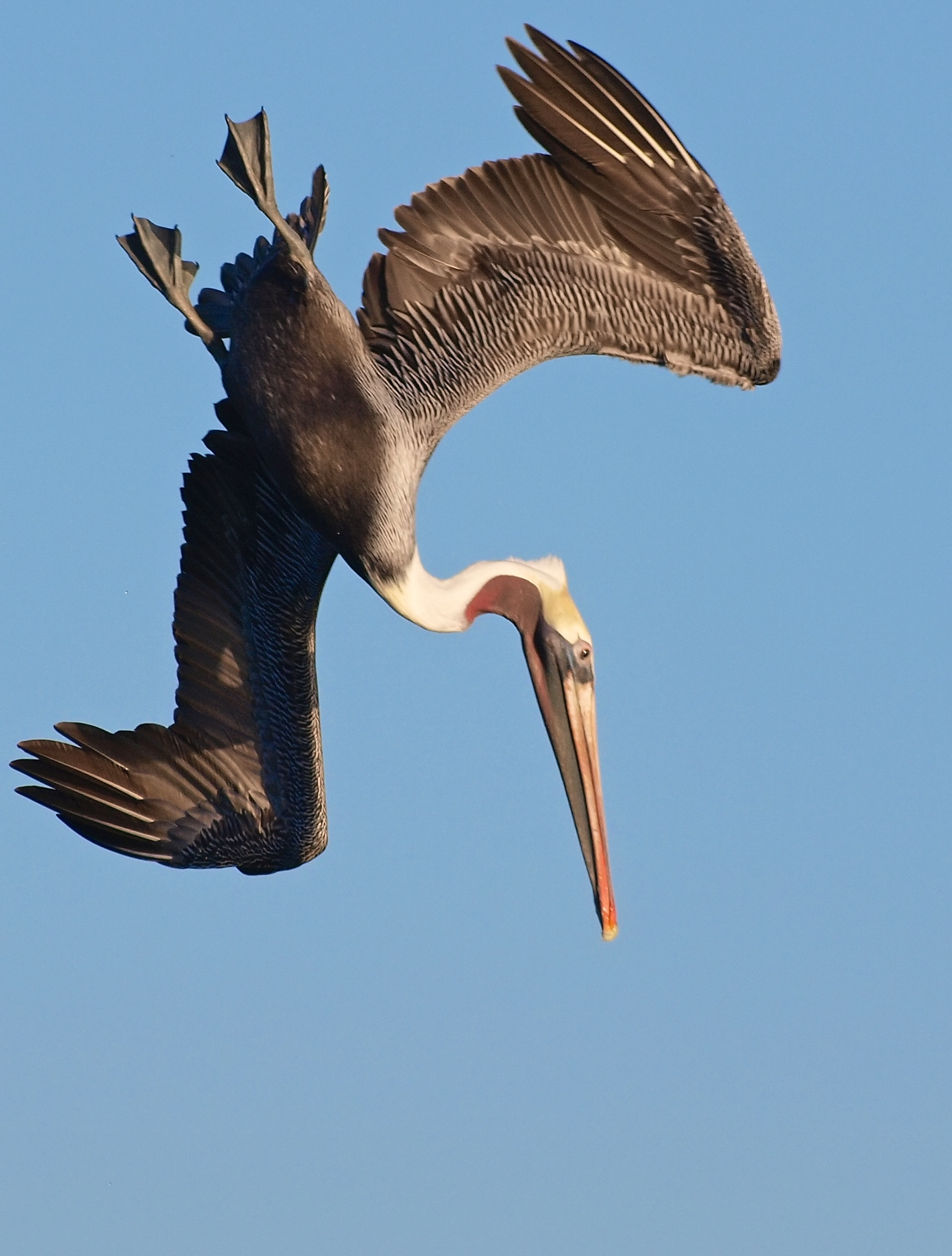
Американский бурый пеликан — обитатель территории Форта Амстердам, Синт Мартин

На сегодняшний день форт пребывает в запустении, значительная реконструкция не осуществляется. Несмотря на это, сооружение открыто для посещения. Благодаря полуразрешенному состоянию и относительно спокойной обстановке вокруг — это место было выбрано американскими бурыми пеликанами (Pelecanus occidentalis), как среда обитания. Около 278 га около форта были признаны ключевыми орнитологическими территориями и охраняются законом.